# Пиноцитоза
Пиноцитозата е физичен процес, при който клетъчната мембрана поема течни частици (капки). Клетъчната мембрана се доближава до обекта, като се вдлъбва и частицата влиза във вътрешността, като около нея клетъчната мембрана образува малки мехурчета, които са изпълнени с течност и те навлизат в цитоплазмата.